# Tlephusa
Tlephusa – rodzaj muchówek z rodziny rączycowatych (Tachinidae).

## Wybrane gatunki
- T. cincinna Róndani, 1859
- T. aurifrons Robineau-Desvoidy, 1863